# Ambrolaouri (municipalité)
La municipalité d'Ambrolaouri (en géorgien : ამბროლაურის მუნიციპალიტეტი, en français aussi orthographié Ambrolauri) est un district de la région de Ratcha-Letchkhoumie et Basse Svanétie en Géorgie. Au recensement de 2014, Ambrolaouri comptait 9139 habitants.

## Géographie
Le territoire de la municipalité d’Ambrolaouri s’étend sur 1 142 km2, à une altitude moyenne de 500 m. Les hivers y sont assez rigoureux, les étés longs et doux, avec une température moyenne annuelle de 8 °C à 9 °C et une humidité moyenne de 76 %. Les ressources en eau sont abondantes, avec le Rioni et ses affluents, mais aussi le lac de retenue de Chaori. Plus de 50 % du territoire communal est couvert de forêts, principalement de feuillus.
Le territoire municipal englobe la ville d'Ambrolaouri, située sur la rive gauche du Rioni, au confluent avec la rivière Krikhoula, et soixante-neuf villages. L’ensemble comptait 9139 habitants en 2014. La ville se trouve à 280 km de la capitale Tbilissi.